# Kirche Hl. Spyridon (Petrinja)
Die Kirche Hl. Spyridon der Wundertäter (serbisch: Црква Светог Спиридона Чудотворца, Crkva Svete Svetog Spiridona Čudotvorca) ist eine im Bau befindliche Serbisch-orthodoxe Kirche in der kroatischen Stadt Petrinja. Die Kirche ist dem Hl. Spyridon dem Wundertäter geweiht.
Die erste Kirche wurde 1785 erbaut und eingeweiht. Im Zweiten Weltkrieg (1939–1945) wurde die Kirche von den Ustaša zerstört. Das Gotteshaus wurde 1976 neu errichtet, jedoch im Kroatienkrieg 1991 zerstört. 1994 noch während des Krieges wurde mit dem Bau einer dritten Kirche begonnen, dieser Bau wurde 1995 eingestellt und 1997 wurden die Kirchenwände abgetragen. Seit 2019 wird die vierte Kirche am alten Standort erbaut.
Sie ist der Sitz der 1783 gegründeten Kirchengemeinde Petrinja und die Pfarrkirche der Pfarrei Petrinja im Dekanat Glina der Eparchie Ober-Karlovac der Serbisch-orthodoxen Kirche.

## Lage
Die Kirche wird auf ihrem alten Standort am östlichen Teil des Trg hrvatskih branitelja (Platz der kroatischen Verteidiger) der mittelkroatischen Stadt Petrinja nahe der Römisch-katholischen Kirche St. Laurentius im Stadtzentrum erbaut.

## Geschichte

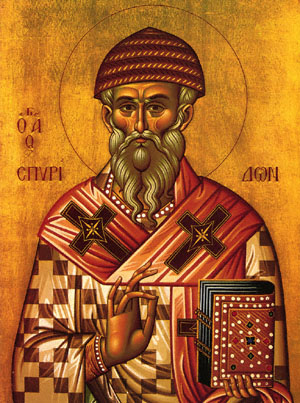
Ikone des Hl. Spyridon, Patron der Kirche

### Erste Spyridon-Kirche
1768 gab es in Petrinja nur sechs orthodoxe Haushalte. Während 1785 mindestens 89 Serben beim Bau der Kirche halfen. Die Kirche wurde 1785 im Stile des Barock erbaut und auch fertiggestellt. Im selben Jahr wurde sie vom Bischof der Eparchie Ober-Karlovac Jovan (Jovanović) feierlich eingeweiht. Die Ikonostase und ihre Ikonen wurden 1815 aus dem Ort Oravice stammenden Maler Mihajlo Popović gemalt bzw. geschnitzt und die Fresken malte Dragutin Medenjak.
Die Kirche wurde 1941 auf den Befehl der kroatisch-faschistischen Ustaša durch das Unternehmen des Maurerunternehmers Cvetnić aus Župić abgerissen. Der Abriss dauerte lange bis zum Ende des Jahres. Die wertvolle Ikonostase wurde zerstört und auch alle Kirchenschätze und das Inventar wurden entweder gestohlen oder zerstört.
Neben der Kirche Hl. Spyridon existiert in der Stadt noch die im Jahre 1878 erbaute Serbisch-orthodoxe Friedhofskirche Hl. Nikolaus, diese wurde ebenfalls von den Ustaša 1941 ebenfalls schwer beschädigt, die wiederaufgebaute Kirche wurde von den Kroaten von 1991 bis 1993 schwer mit Granatenprojektilen und Gewehrpatronen beschädigt.

### Zweite Spyridon-Kirche
Nach einigen Jahrzehnten ohne Bauerlaubnis im nun sozialistischen Jugoslawien, wurde die zweite Kirche etwa 50 m vom Standort der alten Kirche 1976 wieder erbaut. In dieser Kirche stand eine vom Maler Đorđe Petrović aus Karlovac hergestellte Ikonostase.
Am 12. August 1991 in der Anfangsphase des Kroatienkrieges wurde die 1976 erbaute Kirche als eine der ersten Kirchen der Eparchie Ober-Karlovac absichtlich miniert und dem Erdboden gleichgemacht. Die Zerstörung der Kirche fand außerhalb einer militärischen Operation statt.

### Dritte Sypyridon-Kirche
Da in der Folgezeit Petrinja unter Kontrolle der Krajina-Serben kommen sollte, wurde auf den Trümmern der Kirche, der Bau einer dritten Kirche begonnen. 1994 wurden die Fundamente der dritten Kirche Hl. Spyridon in Petrinja gesegnet.
Während des Krieges wurde das Pfarrhaus von 1991 bis 1993 mehrmals schwer beschädigt. Im Pfarrhaus wurde 1992 eine kleine Serbisch-orthodoxe, ebenfalls dem Hl. Spyridon geweihte Kapelle eingerichtet. 1995 wurde diese Kapelle von der kroatischen Armee bombardiert, wobei der Priester schwer verletzt wurde. Zudem wurden fast alle Häuser und Wohnungen geflohener Serben in und um Petrinja geplündert und zerstört.
Während der Operation Oluja im August 1995 wurden alle orthodoxen Kirchen im Raum Petrinja, Hrvatska Kostajnica und Hrvatska Dubica zerstört.
Mit dem Ende des Kroatienkrieges wurden die Bauarbeiten an der Kirche eingestellt. Die zwei Meter hohen Mauern wurden im Auftrag der kroatischen Stadtbehörden 1997 mit Bulldozzern zerstört.
Großes Streitthema ist die Wiedergabe des Kircheneigentums und der Kirchenschätze. Bis heute hat die Serbisch-orthodoxe Pfarrei nichts von dem im Zweiten Weltkrieg gestohlenen Eigentum zurückbekommen. Im Besitz der Kirche ist auch das Gelände, auf dem das Hotel Banija im Stadtzentrum erbaut wurde.

### Vierte Spyridon-Kirche
Seit der Rückkehr einer kleinen Anzahl der serbischen Einwohner von Petrinja und einer gewissen Normalisierung der Lage wurde seitens der Pfarrei das Gespräch zum Wiederaufbau der Kirche gesucht. Die eher schleppend laufenden Gespräche, wobei ein großes Streitthema der Ort des Kirchenbaus war, liefen zunächst erfolglos. Die Kirchengemeinde nutzt seit 1991 für ihre Gottesdienste die kleine improvisierte Kapelle im Pfarrhaus.

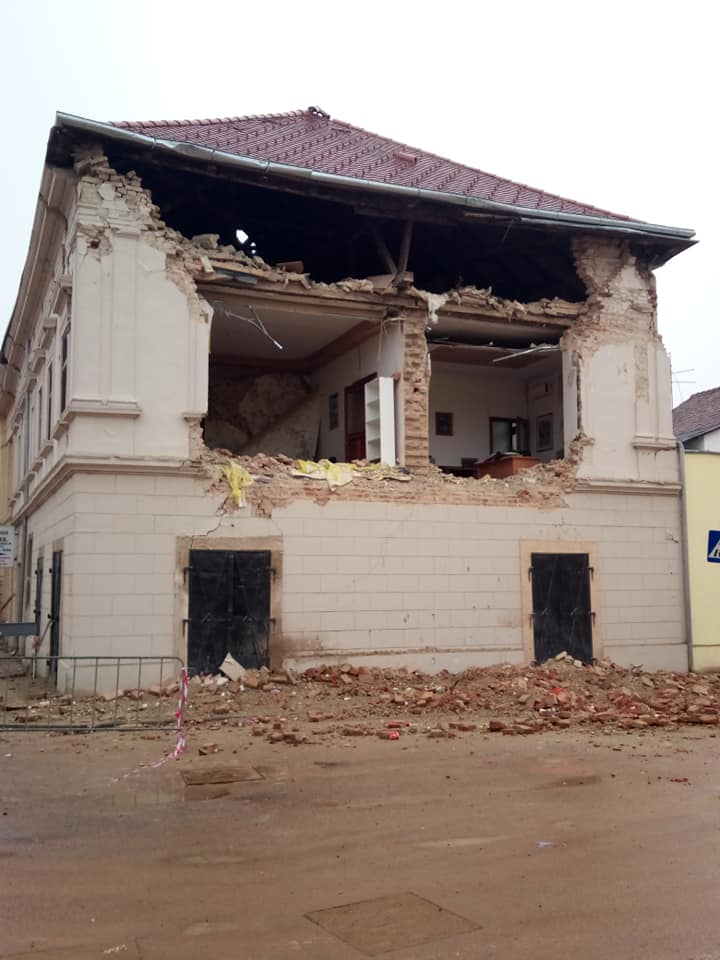
Das vom Erdbeben schwer zerstörte Pfarrhaus

20 Jahre nach Kriegsende im Jahr 2015 wurden die Gespräche zum Wiederaufbau neu aufgenommen. Und nach drei Jahren intensiver Gespräche und der Erstellung der Projektdokumentation erteilte die Stadt Petrinja im Oktober 2018 die Baugenehmigung für den Wiederaufbau der Kirche auf dem alten Standort der 1991 zerstörten Kirche.
Und 28 Jahre nach der Zerstörung der dritten Kirche, wurden am 10. Oktober 2019 die Kirchenfundamente der vierten Kirche vom Bischof der Eparchie Ober-Karlovac Gerasim Popović feierlich eingeweiht. Das Projekt für den Kirchenbau wurde vom Projektbüro der serbisch-orthodoxen Kirche aus der serbischen Hauptstadt Belgrad entworfen.
Durch die Entscheidung des Bürgermeisters von Petrinja Darinko Dumbović wurde eine Spende in Höhe von 100.000 Kuna, die für die erste Phase des Kirchenbaus vorgesehen ist, auf das Konto der Kirchengemeinde in Petrinja überwiesen. Der Wiederaufbau der Kirche wurde dank der Spenden der Provinzregierung der Vojvodina sowie der Gläubigen der Pfarrei selbst ermöglichst.
Im verheerenden Erdbeben vom 29. Dezember 2020, das die halbe Stadt Petrinja zerstörte, wurde die in Bau befindliche Kirche nicht beschädigt. Weitaus schlimmer traf es die zweite serbisch-orthodoxe Kirche Hl. Nikolaus beim orthodoxen Friedhof, sie wurde schwer zerstört und selbst viele der Gräber wurden durch den starken Erdstoß verrückt. Auch das prächtige Pfarrgebäude wurde schwer zerstört und musste im Januar 2021 abgerissen werden.
Am 25. Dezember 2021, dem Feiertag des Hl. Vater Spyridon, wurde nach 30 Jahren die erste Hl. Liturgie in der Kirche abgehalten. Am nächsten Tag dem 26. Dezember wurden die zwei Kirchenglocken im Beisein des Bischofs Gerasim eingeweiht.
An der Liturgie nahmen der stellvertretende Ministerpräsident von Kroatien Boris Milošević und der Präsident des Nationalrats der Serben Kroatiens, Milorad Pupovac teil.

## Pfarrei Petrinja
Zur Pfarrei Petrinja gehören 55 Siedlungen und über 700 Haushalte. Ihr Pfarrgebiet erstreckt sich über 160 Kilometer und mehrere Gemeinden Zentralkroatiens. Derzeitiger Pfarrpriester ist Erzpriester Saša Umićević.
Bis zum Zweiten Weltkrieg standen in der Pfarrei Petrinja 20 Kirchen, nach dem Zweiten Weltkrieg waren es noch fünf und seit dem Kroatienkrieg und dem verheerenden Erdbeben von Ende 2020 besitzt die Pfarrei derzeit keine vollfunktionsfähige Kirche.
Auf dem Serbisch-orthodoxen Friedhof von Petrinja liegen die ersten Pfarrpriester beerdigt.